# Das Geheimnis der Goldmine
Das Geheimnis der Goldmine, auch Das Geheimnis der Amseln, (Originaltitel A Pocket Full of Rye) ist der 45. Kriminalroman von Agatha Christie. Er erschien zuerst im Oktober 1953 als Fortsetzungsroman im Daily Express und dann im November 1953 in Buchform im Collins Crime Club und im folgenden Jahr in den USA bei Dodd, Mead and Company. 1956 veröffentlichte der Scherz Verlag die deutsche Erstausgabe in der Übersetzung von George Martin. 2002 wurde der Roman von Milena Moser neu übertragen.
Es ermittelt Miss Marple in ihrem sechsten Roman.

## A Pocket Full of Rye– Herkunft des Titels
Christie verwendete für ihre Romantitel gern Kinderreime, wie zum Beispiel für Und dann gabs keines mehr oder für One, two, buckle my shoe (deutscher Titel: Das Geheimnis der Schnallenschuhe).
Der Titel des Romans A Pocket Full of Rye (dt. etwa: „Eine Tasche voll mit Roggen“) ist ein Zitat des zweiten Verses eines sehr bekannten Mother-Goose-Lieds, nämlich Sing a Song of Sixpence.
Sing a song of sixpence,
A pocket full of rye.
Four and twenty blackbirds,
Baked in a pie.
When the pie was opened,
The birds began to sing;
Wasn't that a dainty dish,
To set before the king?
The king was in his counting house,
Counting out his money;
The queen was in the parlour,
Eating bread and honey.
The maid was in the garden,
Hanging out the clothes;
When down came a blackbird
And pecked off her nose.
Diesen Nursery Rhyme verwendete Christie drei Mal für Werktitel: hier, in der Kurzgeschichte Sing a Song of Sixpence aus dem Jahr 1932 und in der Kurzgeschichte Four and twenty blackbirds. Er ist jedoch nicht nur titelgebend, sondern strukturiert auch die Handlung (und die Detektion).

## Handlung
Der Roman spielt Anfang der 1950er Jahre, also für seine ersten Leser in der Gegenwart, in Baydon Heath, einer fiktiven Siedlung in Surrey unweit von London, wo hauptsächlich reiche Leute wohnen.
Der Geschäftsmann Rex Fortescue stirbt in seinem Londoner Büro an einer Vergiftung durch Taxin, das Gift der Eibe. Eine Tasche seines Jacketts ist mit Roggenkörnern gefüllt. Dies gibt dem ermittelnden Inspektor Neele Rätsel auf. Seine Hauptverdächtige ist zunächst die zweite, viel jüngere Frau des Opfers, Adele Fortescue. Doch sie wird am folgenden Tag im Haus der Fortescues in Baydon Heath, Yewtree Lodge („Zur Eibe“), beim High Tea mit Cyanid vergiftet. Abends wird zudem das Hausmädchen Gladys Martin tot im Garten bei der Wäscheleine aufgefunden, stranguliert und mit einer Wäscheklammer auf der Nase.
Rex Fortescue hat drei Kinder von seiner ersten Frau Elvira: Percival Fortescue, Geschäftspartner seines Vaters, der mit seiner Frau Jennifer im Haus wohnt; Lancelot Fortescue, der von seinem Vater nach einer Scheckfälschung verstoßen worden ist, seitdem in Kenia lebt und mit Pat verheiratet ist; Elaine Fortescue, die ebenfalls in Yewtree Lodge wohnt. Beide Brüder sind während des ersten Mords nicht im Haus: Percival auf einer Geschäftsreise, Lancelot gemeinsam mit Pat in Paris, auf dem Weg von Afrika zum Familienheim, weil ihn sein Vater nach seinen Angaben heimgerufen hat. Lancelot trifft erst kurz vor dem zweiten Mord in Yewtree Lodge ein.
Miss Marple, die aus der Presse von den Morden erfahren hat, reist an und bietet der Polizei und der Familie ihre Hilfe an, da sie Gladys Martin zur Hausbediensteten ausgebildet hat. Ihr fallen die zahlreichen Übereinstimmungen zwischen Sing a Song of Sixpence und den Morden auf, nicht nur die Roggenkörner in der Tasche, sondern auch der Name des ersten Opfers (Rex = König = King), der Tod von Adele beim Tee mit „Brot und Honig“ (bread and honey), die Auffindung des Hausmädchens im Garten beim Wäscheaufhängen und schließlich die Wäscheklammer, die an den Vogel erinnert, der ihr die „Nase abgebissen“ habe. Den verblüfften Neele macht sie darauf aufmerksam mit der „unvergesslichen Zeile“: „Have you gone into the question of blackbirds?“ (Sind Sie der Frage der Amseln nachgegangen?).
Zu Neeles Überraschung stellt sich heraus, dass es einige Monate zuvor tatsächlich zwei Vorfälle mit Amseln im Haus gab: Im Pie war das Fleisch aus der Füllung genommen und durch tote Amseln ersetzt worden, und auf dem Schreibtisch von Rex Fortescue lagen ebenfalls vom Gärtner geschossene Amseln. Zudem erwähnt Lancelot im Gespräch die „Blackbird mine“ (Amselmine), eine Goldmine in Afrika, um die es vor langer Zeit Streit gegeben hatte. Die Mine hatte Fortescue gemeinsam mit dessen Partner MacKenzie gehört, bei der Erkundung soll Fortescue seinen an Fieber erkrankten Partner zum Sterben liegengelassen haben. Die Frau von MacKenzie hatte ihre kleinen Kinder zur Rache an Rex Fortescue angehalten.
Durch Gespräche mit den Hausbewohnern, Deduktionen und die Durchsicht von Gladys Martins Hinterlassenschaften löst Miss Marple das Rätsel: Die Anklänge an den Mother Goose Rhyme dienten nur der Verwirrung. Der Mörder hatte an den Vorfällen mit den Amseln erkannt, dass ein MacKenzie-Kind im Haushalt lebte, und auf diese Weise den Verdacht von sich abzulenken versucht. Lancelot Fortescue hatte Gladys Martin als sein Werkzeug benutzt, um den Mord an Rex Fortescue zu begehen, während er selbst nicht im Lande war. Als Motiv vermuten Miss Marple und Inspektor Neele, dass er die Blackbird Mine in seinen Besitz bekommen will. Eine Zeitungsmeldung über Uranfunde in Tanganjika gibt Neele Anlass zu der Spekulation, dass diese auf dem Gelände der Mine stattgefunden haben.
Miss Marple vermutet in Jennifer Fortescue das MacKenzie-Kind, was Inspektor Neele verifizieren kann. Die Überführung des Täters findet im Roman nicht mehr statt, doch im letzten Kapitel findet Miss Marple nach ihrer Rückkehr nach Hause einen Brief von Gladys vor, der beweist, dass sie richtig gelegen hat.

## Literarische Anspielungen
Die Namen der Kinder von Rex Fortescue entstammen sämtlich den Legenden um König Artus: Percival, Lancelot und Elaine. Die ungewöhnliche Namenswahl der Kinder, die auch dem ermittelnden Inspektor Neele auffällt, wird motiviert mit der Lektüre und den romantischen Neigungen ihrer Mutter Elvira. Lancelot Fortescue berichtet, seine Mutter habe ihm als Kind aus Tennysons Idylls of the King vorgelesen: „She wore lots of clinking things and lay on a sofa and used to read me stories about knights and ladies that bored me stiff.“ (Deutsch etwa: Sie trug massenhaft Klunker und lag auf dem Sofa und las mir immer Geschichten von Rittern und Damen vor, die mich tödlich gelangweilt haben.) Dabei handelt es sich um einen Gedichtzyklus, der den Artuskreis als Stoff hat.

## Personen
- Miss Marple, die Amateurdetektivin
- Inspektor Neele, der ermittelnde Beamte von Scotland Yard
- Rex Fortescue, ein Geschäftsmann
- Adele Fortescue, seine Frau in zweiter Ehe
- Percival Fortescue, Sohn von Rex Fortescue
- Jennifer Fortescue, seine Frau, früher Krankenschwester
- Lancelot Fortescue, Sohn von Rex Fortescue
- Patricia (Pat) Fortescue, seine Frau
- Elaine Fortescue, Tochter von Rex Fortescue
- Gerald Wright, ihr Verlobter
- Vivian Dubois, Geliebter von Adele Fortescue
- Miss Ramsbottom, Schwägerin von Rex Fortescue, Schwester seiner ersten Frau Elvira, der Mutter der gemeinsamen Kinder
- Mary Dove, Haushälterin im Haus „Zur Eibe“
- Gladys Martin, Zimmermädchen im Haus „Zur Eibe“
- Mr. Crumb, Butler im Haus „Zur Eibe“
- Mrs. Crumb, seine Frau, Köchin im Haus „Zur Eibe“
- Ellen Curtis, Haushaltshilfe im Haus „Zur Eibe“
- Irene Grosvenor, bis zu seinem Tod Persönliche Sekretärin von Rex Fortescue bei Consolidated Investments Trust
- Miss Somers, Schreibkraft bei Consolidated Investments Trust
- Miss Griffith, Bürovorsteherin bei Consolidated Investments Trust
- Mrs. Hardcastle, nach dem Tod seines Vaters Persönliche Sekretärin von Percival Fortescue bei Consolidated Investments Trust
- Professor Bernsdorff, Arzt im St. Jude’s Hospital
- Sergeant Hay
- Constable Waite
- Kommissar, Vorgesetzter von Inspektor Neele
- Mr. Billingsley, einer der Anwälte von Rex Fortescue
- Helen MacKenzie, Witwe eines ehemaligen Partners von Rex Fortescue
- Donald und Ruby MacKenzie, ihre Kinder

## Verfilmungen

### Taina tschornych drosdow (1983)
Die erste Verfilmung des Romans ist der sowjetische Spielfilm Тайна „Чёрных дроздов“ (Taina tschornych drosdow) aus dem Jahr 1983. Wörtlich übersetzt bedeutet der Titel Das Geheimnis der Schwarzdrosseln. Miss Marple wird von der estnischen Schauspielerin Ita Ever gespielt.

### Miss Marple (Fernsehserie)
Für die Fernsehserie der BBC  Miss Marple wurde der Roman erneut verfilmt und am 7. März 1985 zum ersten Mal ausgestrahlt. Die Rolle der Miss Marple spielt Joan Hickson.

### Agatha Christie’s Miss Marple
Für die vierte Staffel der britischen Fernsehserie Agatha Christie’s Marple entstand eine Verfilmung mit Julia McKenzie als Miss Marple. Die Erstausstrahlung erfolgte am 6. September 2009.

## Wichtige Ausgaben
- 1953 Collins Crime Club (London), 9. November 1953
- 1954 Dodd Mead and Company (New York)
- 1956 deutsche Erstausgabe. Einzig berechtigte Übertragung aus dem Englischen von George S. Martin: Scherz Verlag (Bern)[5]
- 2002 deutsche Neuausgabe. Aus dem Englischen von Milena Moser. Scherz Verlag (Bern, München, Wien)[6]

## Hörbücher
- 2004 Das Geheimnis der Goldmine (5 CDs): ungekürzte Lesung. Sprecherin: Gabriele Blum. Regie: Hans Eckardt. Übersetzung von Milena Moser. Verlag und Studio für Hörbuchproduktionen (Marburg/Lahn)[9]